# André Marx
André Marx (* 1. Januar 1973 in Georgsmarienhütte) ist ein deutscher Autor.

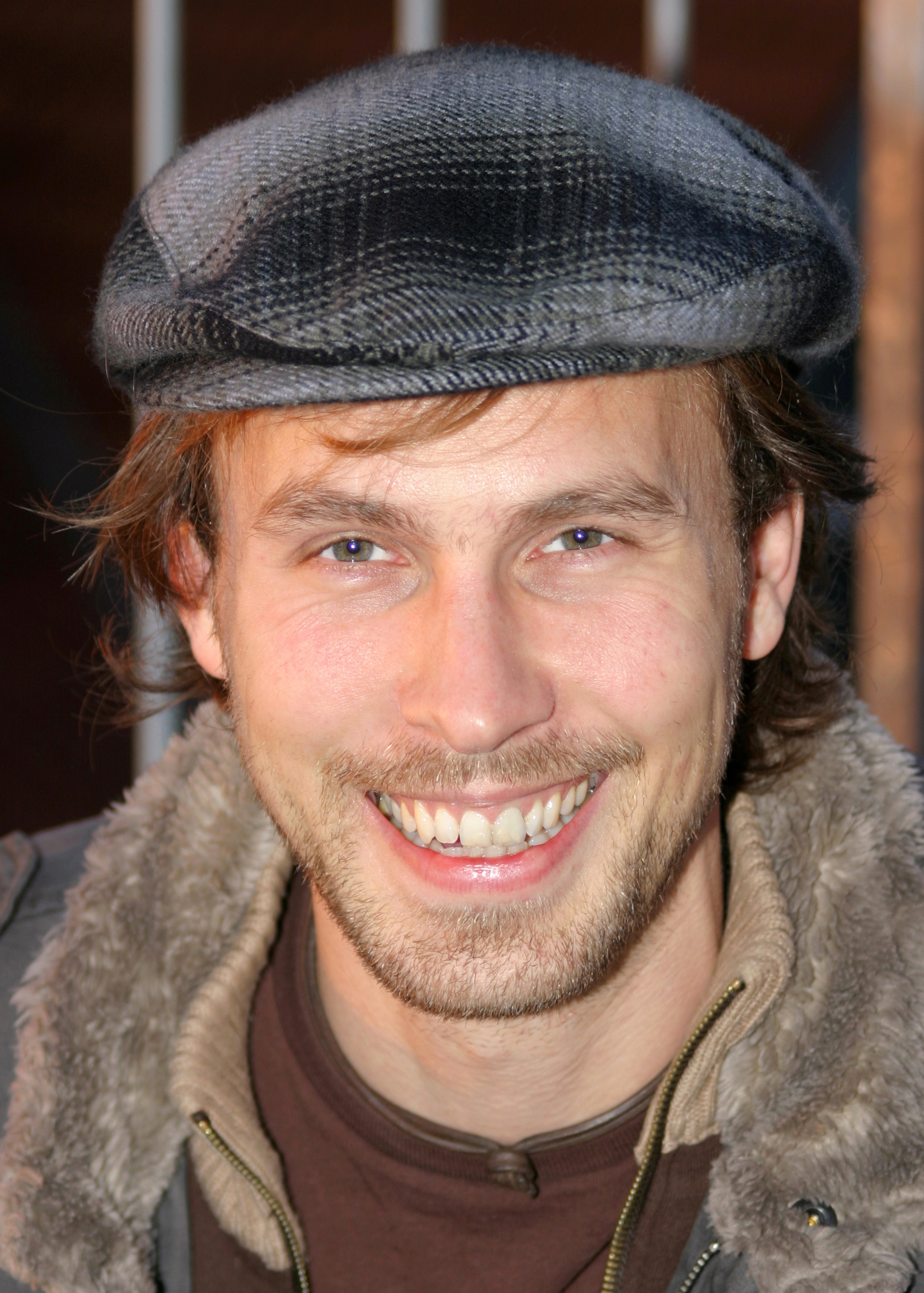
André Marx (2006)

## Leben
Von 1994 bis 1996 studierte er Germanistik, Sprachwissenschaften und Kunst an der Universität Osnabrück. Danach konzentrierte er sich vollständig auf das Schreiben von Büchern.
Marx ist Fan der US-amerikanischen Originalgeschichten der drei ??? und schrieb als solcher 1995 in seiner Freizeit sein erstes Die-drei-???-Buch, Das versunkene Schiff, das er jedoch noch zurückzog. Zwei Jahre später erschien dann sein erstes Buch, Die drei ??? – Poltergeist.
Zwischen 1997 und 2007 verfasste er 27 Bücher der Jugendbuchserie Die drei ???, die alle als Hörspiel vertont wurden. Dazu gehörten auch die zwei dreibändigen Jubiläumsausgaben Toteninsel (100) und Feuermond (125). Nachdem er 2009 seinen vorübergehenden Abschied von der Serie verkündet hatte, kehrte er 2012 mit der in Reimform verfassten Kurzgeschichte Die verschwundene Torte, die im Kurzgeschichtenband Das Rätsel der Sieben veröffentlicht wurde, als Autor der Serie zurück und schreibt seither erneut zahlreiche Bücher der drei ???. So erschien im September 2018 beispielsweise die von ihm verfasste Jubiläumsausgabe Feuriges Auge (200) und auch … und der Puppenmacher (225) stammt aus seiner Feder. Außerdem schrieb er die Halloween-Sonderfolge Der Feuerteufel, die später in die reguläre Folgenzählung aufgenommen wurde.
Marx orientiert sich bei seinen Romanen am ursprünglichen Konzept der Serie. Er ist mit Stand März 2024 der Autor mit den meisten Romanen für die drei ???, gefolgt von Marco Sonnleitner, der ebenfalls noch aktiv ist (→ Autoren der drei ???). Anfang 2025 wurde bekannt, dass Marx mit dem Band "Der rote Büffel" im Februar desselben Jahres seine Autorentätigkeit für die Serie beenden wird.
Im Jahre 2002 brachte er ein Kinderbuch mit dem Titel Unter der Stadt im Lentz-Verlag heraus, das von Tobias Haas illustriert wurde. Zudem schrieb er mehrere Theaterstücke und arbeitete zwischenzeitlich als Lektor für den Kosmos-Verlag.
Von 2007 bis 2012 schrieb Marx gemeinsam mit Boris Pfeiffer die Kinderbuch-Serie Das wilde Pack. Die Geschichten handeln von einer Bande von Tieren, die in U-Bahnhöfen und Höhlen unter der Stadt leben. Das Ziel des Wilden Packs ist es, endlich in Freiheit zu sein. Dabei erleben sie immer wieder neue Abenteuer. Ab 2008 wurden die Folgen zudem als Hörspiele vom Software-Hersteller USM herausgebracht, die ersten acht Bände wurden vertont. 2012 wurde die Reihe mit dem 15. Band Endlich am Ziel abgeschlossen.
Am 28. November 2017 erschien, ebenfalls in Zusammenarbeit mit Pfeiffer, die Serie Die wilden Freunde. Sie handelt von neun, teilweise aus dem Zoo ausgerissenen Tieren, die in einem alten U-Bahnhof namens Paradies-Platz leben. Die Illustrationen der Serie stammen von Steffen Gumpert.

## Veröffentlichungen

### Die drei???
Reguläre Folgen
| Nr. | Titel | Jahr |
| --- | --- | ---- |
| 072 | Die Spur des Raben                                                                                        | 1997 |
| 073 | Poltergeist                                                                                               | 1997 |
| 074 | … und das brennende Schwert                                                                               | 1997 |
| 077 | Das leere Grab                                                                                            | 1997 |
| 080 | Geheimsache Ufo                                                                                           | 1998 |
| 081 | Meuterei auf hoher See                                                                                    | 1998 |
| 082 | Musik des Teufels                                                                                         | 1998 |
| 085 | Nacht in Angst                                                                                            | 1999 |
| 087 | Tödliche Spur                                                                                             | 1999 |
| 113 | Der Feuerteufel                                                                                           | 1999 |
| 089 | … und das Geisterschiff                                                                                   | 2000 |
| 091 | Labyrinth der Götter                                                                                      | 2000 |
| 093 | Das schwarze Monster                                                                                      | 2000 |
| 094 | Botschaft von Geisterhand                                                                                 | 2000 |
| 098 | Doppelte Täuschung                                                                                        | 2001 |
| 100 | Toteninsel - (A) Das Rätsel der Sphinx - (B) Das vergessene Volk - (C) Der Fluch der Gräber               | 2001 |
| 101 | Das Erbe des Meisterdiebs                                                                                 | 2002 |
| 103 | … und der Nebelberg                                                                                       | 2002 |
| 106 | Die sieben Tore                                                                                           | 2002 |
| 110 | Das Auge des Drachen                                                                                      | 2003 |
| 112 | Die Villa der Toten                                                                                       | 2003 |
| 114 | Der finstere Rivale                                                                                       | 2004 |
| 119 | Der geheime Schlüssel                                                                                     | 2004 |
| 120 | Spur ins Nichts                                                                                           | 2005 |
| 125 | Feuermond - (A) Das Rätsel der Meister - (B) Der Pfad der Täuschung - (C) Die Nacht der Schatten          | 2005 |
| 130 | Der Fluch des Drachen                                                                                     | 2006 |
| 136 | … und das versunkene Dorf                                                                                 | 2007 |
| 170 | Die Spur des Spielers                                                                                     | 2013 |
| 176 | Der Geist des Goldgräbers                                                                                 | 2014 |
| 181 | Das Kabinett des Zauberers                                                                                | 2015 |
| 186 | Insel des Vergessens                                                                                      | 2016 |
| 195 | Geheimnis des Bauchredners                                                                                | 2017 |
| 200 | Feuriges Auge - (A) Der verschwundene Detektiv - (B) Die silberne Hand - (C) Der Tempel der Gerechtigkeit | 2018 |
| 210 | … und der Jadekönig                                                                                       | 2020 |
| 216 | … und der Kristallschädel                                                                                 | 2021 |
| 220 | Im Wald der Gefahren                                                                                      | 2022 |
| 225 | … und der Puppenmacher                                                                                    | 2023 |
| 236 | … und der rote Büffel                                                                                     | 2025 |

Specials
| Rahmen                         | Titel                                           | Jahr      |
| ------------------------------ | ----------------------------------------------- | --------- |
| Kurzgeschichte                 | Das Rätsel der Sieben - Die verschwundene Torte | 2012      |
| Kurzgeschichte                 | … und der Zeitgeist - Rückwärtsgang             | 2014      |
| Top Secret Edition             | Das versunkene Schiff                           | 1995/2014 |
| Special mit verschloss. Seiten | Das Grab der Maya                               | 2016      |
| Buch zum Film                  | Erbe des Drachen                                | 2023      |
| Buch zum Film                  | … und der Karpatenhund                          | 2024      |

### Das wilde Pack
| Band | Titel                     | Jahr |
| ---- | ------------------------- | ---- |
| 1    | Das Wilde Pack            | 2007 |
| 2    | … schmiedet einen Plan    | 2007 |
| 3    | … und der geheime Fluss   | 2008 |
| 4    | … lässt es krachen        | 2008 |
| 5    | … in der Falle            | 2008 |
| 6    | … im verbotenen Wald      | 2008 |
| 7    | … in geheimer Mission     | 2009 |
| 8    | … im Schattenreich        | 2009 |
| 9    | … in voller Fahrt         | 2009 |
| 10   | … lüftet ein Geheimnis    | 2010 |
| 11   | … und die verlorene Insel | 2010 |
| 12   | … schwimmt im Geld        | 2010 |
| 13   | … rettet einen Freund     | 2011 |
| 14   | … in Richtung Freiheit    | 2011 |
| 15   | … endlich am Ziel         | 2012 |

### Die wilden Freunde
| Band | Titel                     | Jahr |
| ---- | ------------------------- | ---- |
| 1    | Abenteuer unter der Stadt | 2017 |
| 2    | Wo ist Oskar?             | 2018 |
| 3    | So ein Theater!           | 2018 |
| 4    | Ab ins Freibad!           | 2019 |